# Baliza a zero
Em competições de equipes, uma baliza a zero ocorre num jogo em que uma equipe impede a outra de marcar pontos ou goals. Embora possíveis na maioria dos desportos importantes, são altamente improváveis em alguns desportos, como o basquete. Sendo mais particularmente utilizado no futebol, futebol americano, rugby e hóquei no gelo, o termo baliza a zero, inicialmente, era mais comumente usado em Portugal mas conseguiu popularizar-se também no Brasil a partir do intercâmbio de treinadores portugueses, funcionando como versão de língua portuguesa para a expressão de língua inglesa "clean sheet" (futebol inglês) ou "shutout" (futebol americano).  No futebol, pode ser dito que uma equipe, um defesa ou um goleiro ou guardião "manteve a baliza a zero" se evitar que os seus adversários marquem algum goal durante um jogo inteiro. Pelo facto do futebol ser um jogo relativamente de baixa pontuação, é relativamente comum para uma equipe, ou mesmo ambas as equipas, não marcarem nenhum tento.

## Futebol
No futebol e em outros esportes com um goleiro ou guardião, pode-se dizer que o guardião "mantém a baliza a zero" se impedir que seus adversários marquem durante uma partida inteira. Uma teoria sobre a origem do termo é que os repórteres desportivos ingleses usavam pedaços de papel separados para registrar os diferentes detalhes estatísticos de um jogo. Se uma equipe não permitisse um tento, a página "detalhes dos goals sofridos" dessa equipe apareceria em branco, deixando uma folha em branco (clean sheet em inglês).

## Futebol americano
Uma baliza a zero no futebol americano é incomum, mas não excepcionalmente rara. Manter um adversário sem goals no futebol americano exige que a defesa de um time seja capaz de interromper consistentemente os passes e os ataques ao longo de um jogo. A dificuldade de manter uma baliza a zero é agravada pelas muitas maneiras que uma equipe pode marcar no jogo. Por exemplo, as equipes podem tentar goals de campo, que têm uma alta taxa de sucesso. O alcance dos chutadores de calibre da NFL torna possível para um time com um ataque fraco chegar perto o suficiente (dentro de 50 jardas) dos postes e chutar uma cesta de campo. Na década de 2000, houve 89 paradas em 2.544 jogos da temporada regular da NFL, para uma média de pouco mais de uma parada a cada duas semanas em uma temporada da NFL.

## Rugby
Balizas a zero não são comuns no rugby ou na rugby, uma vez que é relativamente simples marcar um pênalti. A final da Gillette Rugby League Tri-Nations de 2005 foi a primeira vez que a Liga australiana de rugby foi "anulada" desde 1981.[carece de fontes?] Existe nenhum termo alternativo para a ocorrência de uma equipe que deixa de marcar, exceto para dizer que a equipe marcou "nulo" (ou "zero" ou "nada" na América do Norte). Por exemplo, a partida de dezembro de 2006 Celtic League entre Munster e Connacht terminou em 13–0 para Munster; foi, portanto, dito que Munster ganhou "treze - nulo."e uma temporada inteira, e quatro em que um time bloqueou todos os seus oponentes na temporada (o mais longo deles sendo o jogo de dez  temporada perfeita em que 1933 Providence Huskies não concedeu um único ponto).